# Armenščina
Arménščina velja za samostojno vejo indoevropskih jezikov s precej neindoevropskimi prvinami, ki se (je) govori(l) na območju Kavkaza in Male Azije in Perzije. Deli se na vzhodno in zahodno armenščino, ki se ločita po izgovarjavi nekaterih črk in nekoliko po besedišču in načinih spreganja glagolov. Prvo govorijo v današnji Republiki Armeniji, Gorskem Karabahu in v Iranu, drugo pa se do začetka 20. stoletja govorili na območju današnje vzhodne Turčije. Po turških pogromih nad armenskim prebivalstvom so se Armenci umaknili od tam, tako da zahodna armenščina »živi« le še med armenskimi izseljenci po svetu. 
Armenščina se zapisuje z armensko abecedo, ki jo je ob začetku 5. stoletja zasnoval Mesrob Maštoc.
Jezik, v katerega je bila prvič prevedena Biblija, se imenuje grabar ali klasična armenščina in se danes uporablja le še v cerkvenih obredih.
Čeprav obstajajo ločene besede za npr. moškega in žensko ipd., armenščina v splošnem ne pozna slovničnega spola, tako se npr. pri osebnih zaimkih uporablja ista beseda za »on«, »ona« in »ono«. 
Določni člen obstaja in se ga zapisuje kot pripono na koncu samostalnika. Vzhodna armenščina ne pozna nedoločnega člena, v zahodni pa se ga zapiše kot ločeno besedo za samostalnikom. 
Vedno je naglašen zadnji zlog, pri čemer pa se zloga za določni člen ne upošteva in ni tako nikoli naglašen.
Posebne vprašalne oblike ni, vprašanje se nakaže le z intonacijo ustrezne besede, v zapisu pa se nad samoglasnikom v naglašenem zlogu besede, na katero se vprašanje nanaša, doda vprašalni znak. Podobno velja tudi za ostala ločila.
Pridevniki stojijo pred samostalniki in so nepregibni. Zato pa se sklanjajo samostalniki in zaimki. Armenščina pozna 7 sklonov in 11 sklanjatev, obstaja pa tudi nekaj izjem (t. i. »nepravilnih samostalnikov«). Tudi nedoločniki glagolov se lahko obravnavajo kot samostalniki in zato sklanjajo. 
Večina »predlogov« stoji za samostalniki in po navadi določa njihov sklon. 
Obstajata dve spregatvi glagolov, poleg njiju pa še »nepravilni glagoli«.